# Liste des gares du Doubs
La liste des gares du Doubs, est une liste des gares ferroviaires, haltes ou arrêts, situées dans le département du Doubs, en région Bourgogne-Franche-Comté.
| Nom                             | Type de gare | Ligne(s) et PK                            | Date d'ouverture   | Date de fermeture voyageurs | Date de fermeture marchandises | Altitude | Code UIC    | Code TR3A | Coordonnées                 | Dép. | Image | Remarques |
| ------------------------------- | ------------ | ----------------------------------------- | ------------------ | --------------------------- | ------------------------------ | -------- | ----------- | --------- | --------------------------- | ---- | ----- | --- |
| Besançon Franche-Comté TGV      | Gare TGV     | 014 : 51,969                              | 11 décembre 2011   | Ouverte                     | Jamais ouverte                 | 234 m    | 87 30086-3  | BNQ       | 47° 18′ 28″ N, 5° 57′ 12″ E | 25   |       | |
| Arc-et-Senans                   | Gare         | 850 : 385,873 871 : 27,495                | 16 mai 1857        | Ouverte                     |                                | 235 m    | 87 718 84-1 | ACA       | 47° 01′ 49″ N, 5° 46′ 36″ E | 25   |       | Arc-Senans en 1931 |
| Boujailles                      | Gare         | 850 : 429,222                             | 15 novembre 1862   | Fermée                      | Fermée                         | 816 m    | 87 715 12-8 | BJL       | 46° 51′ 41″ N, 6° 03′ 41″ E | 25   |       | Boujeailles en 1931 |
| Frasne                          | Gare         | 850 : 437,151 875 : 437,151               | 15 novembre 1862   | Ouverte                     |                                | 858 m    | 87 715 13-6 | FRA       | 46° 51′ 28″ N, 6° 09′ 28″ E | 25   |       | |
| Vaux-et-Chantegrue              | Gare         | 850 : 446,089                             | 16 mai 1915        | Fermée                      |                                | 870 m    | 87 715 20-1 | VAE       | 46° 48′ 41″ N, 6° 14′ 51″ E | 25   |       | |
| Labergement-Sainte-Marie        | Gare         | 850 : 450,768                             | 16 mai 1915        | Ouverte                     |                                | 866 m    | 87 715 21-9 | LGM       | 46° 46′ 41″ N, 6° 16′ 47″ E | 25   |       | Gare fermée dans les années 1980 et rouverte le 16 décembre 2013 |
| Les Longevilles Rochejean       | Gare         | 850 : 454,173                             | 16 mai 1915        | Ouverte                     |                                | 893 m    | 87 715 22-7 | LLR       | 46° 45′ 12″ N, 6° 18′ 14″ E | 25   |       | Les Longevilles - Rochejean est desservie par le train spécial TER Bourgogne-Franche-Comté La Gentiane Bleue. Cette desserte fonctionne uniquement certains dimanches ou week-ends durant la saison d'hiver, lorsque l'enneigement du domaine skiable est suffisant à la pratique des sports d'hiver. |
| Saint-Vit                       | Gare         | 852 : 387,993                             | 7 avril 1856       |                             |                                | 251 m    | 87 718 32-0 | SVI       | 47° 11′ 01″ N, 5° 48′ 33″ E | 25   |       | |
| Dannemarie Velesmes             | Gare         | 852 : 393,398                             | 7 avril 1856       |                             |                                | 251 m    | 87 718 31-2 | DNV       | 47° 12′ 14″ N, 5° 52′ 26″ E | 25   |       | |
| Franois                         | Gare         | 852 : 398,889 871 : 0,000                 | 7 avril 1856       |                             |                                | 275 m    | 87 718 30-4 | FOI       | 47° 13′ 38″ N, 5° 56′ 14″ E | 25   |       | |
| Besançon Viotte                 | Gare         | 852 : 405,780 856 : 405,780 872 : 405,780 | 7 avril 1856       |                             |                                | 281 m    | 87 718 00-7 | BN        | 47° 14′ 50″ N, 6° 01′ 19″ E | 25   |       | |
| Hippodrome de Thise             | Arrêt        | 852 : 411                                 | 1er août 1886,     |                             |                                |          |             |           |                             |      |       | « Établissement d'une halte au point kilométrique 411k. – Le 11 juin 1886, à la demande de la société des Courses de Franche-Comté, la compagnie a demandé l'autorisation d'établir une halte au point kilométrique no 411 entre les gares de Besançon et de Roche afin de permettre au public de se rendre à l'hippodrome de Thise. Dans notre rapport des 2-3 juillet 1886, nous avons proposé d'approuver le projet de la compagnie. Les travaux sont terminés. ». Desserte le 1er août 1886 et le 31 juillet 1887. |
| Roche-lez-Beaupré               | Gare         | 852 : 414,585                             | 1er juin 1858      |                             |                                | 259 m    | 87 718 40-3 | RBE       | 47° 16′ 34″ N, 6° 06′ 39″ E | 25   |       | Roche en 1931 |
| Novillars                       | Halte        | 852 : 416,469                             | 20 juillet 1891    |                             |                                | 253 m    | 87 718 41-1 | NOV       | 47° 17′ 01″ N, 6° 07′ 55″ E | 25   |       | |
| Deluz                           | Gare         | 852 : 421,727                             | 15 janvier 1882    |                             |                                | 263 m    | 87 718 42-9 | DLZ       | 47° 17′ 33″ N, 6° 11′ 58″ E | 25   |       | |
| Laissey                         | Gare         | 852 : 425,332                             | 1er juin 1858      |                             |                                | 273 m    | 87 718 43-7 | LJY       | 47° 17′ 56″ N, 6° 14′ 00″ E | 25   |       | |
| Douvot                          | Arrêt        | 852 : 428,056                             | 3 octobre 1937     |                             |                                | 276 m    | 87 718 44-5 | DVO       | 47° 18′ 47″ N, 6° 15′ 28″ E | 25   |       | N'existe pas en 1931. Existe en 1975 et 1986. |
| Ougney-Douvot                   | Halte        | 852 : 430,022                             | 15 janvier 1905    |                             |                                | 279 m    | 87 718 45-2 | OUY       | 47° 19′ 24″ N, 6° 16′ 34″ E | 25   |       | |
| Baume-les-Dames                 | Gare         | 852 : 437,922                             | 1er juin 1858      |                             |                                | 291 m    | 87 718 46-0 | BDA       | 47° 21′ 15″ N, 6° 21′ 29″ E | 25   |       | |
| Hyèvre-Paroisse                 | Halte        | 852 : 444,892                             | 20 juillet 1891    |                             |                                | 288 m    | 87 718 47-8 | HYV       | 47° 22′ 15″ N, 6° 25′ 57″ E | 25   |       | |
| Clerval                         | Gare         | 852 : 453,510                             | 1er juin 1858      |                             |                                | 285 m    | 87 184 62-2 | CVL       | 47° 23′ 51″ N, 6° 29′ 33″ E | 25   |       | |
| Pompierre                       | Halte        | 852 : 456,961                             | 23 mars 1902,      |                             |                                | 284 m    | 87 184 59-8 | PPI       | 47° 25′ 00″ N, 6° 31′ 16″ E | 25   |       | |
| Rang                            | Arrêt        | 852 : 460,660                             |                    |                             |                                | 291 m    | 87 184 58-0 | RNG       | 47° 25′ 39″ N, 6° 33′ 44″ E | 25   |       | Après 1897. N'existe pas en 1941. Existe en 1959, 1975 et 1986. |
| L'Isle-sur-le-Doubs             | Gare         | 852 : 463,345                             | 1er juin 1858      |                             |                                | 292 m    | 87 184 57-2 | ISD       | 47° 26′ 51″ N, 6° 34′ 54″ E | 25   |       | |
| Saint-Maurice (Doubs)           | Halte        | 852 : 468,951                             | 2 juillet 1893     |                             |                                | 301 m    | 87 184 56-4 | XMD       | 47° 26′ 52″ N, 6° 38′ 59″ E | 25   |       | |
| Colombier-Fontaine              | Gare         | 852 : 472,204                             | 9 novembre 1863    |                             |                                | 303 m    | 87 184 55-6 | CFT       | 47° 27′ 22″ N, 6° 41′ 23″ E | 25   |       | |
| Voujeaucourt                    | Gare         | 852 : 479,230 859 : 0,000                 | 1er juin 1858      |                             |                                | 314 m    | 87 184 53-1 | VJT       | 47° 28′ 45″ N, 6° 46′ 13″ E | 25   |       | |
| Montbéliard                     | Gare         | 852 : 483,947 858 : 0,000                 | 1er juin 1858      |                             |                                | 320 m    | 87 184 52-3 | MBD       | 47° 30′ 41″ N, 6° 48′ 03″ E | 25   |       | |
| Émagny                          | Gare         | 855 : 40,435                              | 17 juin 1878       |                             |                                | 217 m    | 87 718 06-4 | EMY       | 47° 18′ 40″ N, 5° 52′ 12″ E | 25   |       | |
| Miserey                         | Gare         | 855 : 49,514 856 : 412,779                | 22 juillet 1872    |                             |                                | 284 m    | 87 718 04-9 | MIS       | 47° 17′ 04″ N, 5° 57′ 50″ E | 25   |       | |
| École-Valentin                  | Arrêt        | 856 : 410,025                             | 3 septembre 2013   |                             |                                | 317 m    | 87 710 73-1 | EVT       | 47° 16′ 30″ N, 5° 59′ 38″ E | 25   |       | Halte ouverte le 3 septembre 2013. La couche "Cartes 1950" du Geoportail indique la présence d'une halte entre Ecole et Valentin, au croisement de la RN57, mais au vu de l'absence de référencement de cette halte dans tous les autres documents disponibles, il semble s'agir d'une réminiscence de l'ancienne halte située à cette endroit sur la ligne Vesoul - Besançon des chemins de fer vicinaux de Haute-Saône.                                                                                              |
| Portes de Vesoul                | Arrêt prévu  | 856 : 408,200                             | à venir            |                             |                                |          | 87 710 72-3 | PVS       | 25                          |      |       | |
| Auxon-Dessus                    | Halte        | 856 : 415,3                               | 18 décembre 1876   |                             |                                | 274 m    |             |           | 47° 18′ 04″ N, 5° 58′ 43″ E | 25   |       | |
| Devecey                         | Gare         | 856 : 418,399                             | 22 juillet 1872    |                             |                                | 236 m    | 87 718 05-6 | DVC       | 47° 19′ 32″ N, 6° 00′ 19″ E | 25   |       | |
| Mérey-Vieilley                  | Halte        | 856 : 423,12                              | 22 juillet 1872    |                             |                                | 240 m    |             |           | 47° 20′ 24″ N, 6° 03′ 45″ E | 25   |       | |
| Moncey                          | Gare         | 856 : 427,8                               | 22 juillet 1872    |                             |                                | 233 m    | 87 714 24-6 | ONC       | 47° 21′ 36″ N, 6° 06′ 55″ E | 25   |       | |
| Rigney                          | Gare         | 856 : 434,5                               | 22 juillet 1872    |                             |                                | 236 m    | 87 714 25-3 | RIG       | 47° 23′ 21″ N, 6° 11′ 00″ E | 25   |       | |
| Rougemont                       | Gare         | 857 : 455,7                               | 3 novembre 1896    |                             |                                | 255 m    | 87 185 85-0 | RGT       | 47° 28′ 54″ N, 6° 21′ 08″ E | 25   |       | |
| Audincourt                      | Gare         | 858 : 5,193                               | 29 juin 1868       |                             |                                | 323 m    | 87 184 35-8 | AUD       | 47° 29′ 17″ N, 6° 50′ 18″ E | 25   |       | |
| Beaucourt                       | Gare         | 858 : 11,657                              | 29 juin 1868       |                             |                                | 398 m    | 87 184 36-6 | BDB       | 47° 29′ 21″ N, 6° 54′ 01″ E | 25   |       | Ou Beaucourt - Dasle |
| Dampierre-les-Bois              | Arrêt        | 858 : 13,664                              | 14 août 1913       |                             |                                | 372 m    |             |           | 47° 30′ 13″ N, 6° 54′ 51″ E | 25   |       | |
| Fesches-le-Châtel               | Gare         | 858 : 15,814                              | 29 juin 1868       |                             |                                | 345 m    | 87 184 37-4 | FSC       | 47° 31′ 20″ N, 6° 54′ 54″ E | 25   |       | |
| Mathay                          | Gare         | 859 : 9,357                               | 19 septembre 1886  |                             |                                | 352 m    | 87 184 80-4 | MHA       | 47° 26′ 09″ N, 6° 46′ 25″ E | 25   |       | |
| Bourguignon                     | Halte        | 859 : 12,0                                | 19 septembre 1886  |                             |                                | 351 m    | 87 184 81-2 | BXW       | 47° 24′ 24″ N, 6° 46′ 09″ E | 25   |       | |
| Pont-de-Roide                   | Gare         | 859 : 15,786                              | 19 septembre 1886  |                             |                                | 362 m    | 87 184 82-0 | PDR       | 47° 23′ 05″ N, 6° 45′ 56″ E | 25   |       | |
| Villars-sous-Dampjoux           | Halte        | 859 : 19,8                                | 19 septembre 1886  |                             |                                | 362 m    | 87 184 84-6 | VOD       | 47° 21′ 07″ N, 6° 45′ 23″ E | 25   |       | |
| Bief                            | Arrêt        | 859 : 23,0                                | 30 août 1926       |                             |                                | 374 m    |             |           | 47° 19′ 41″ N, 6° 46′ 15″ E | 25   |       | |
| Saint-Hippolyte (Doubs)         | Gare         | 859 : 27,1                                | 19 septembre 1886  |                             |                                | 383 m    | 87 184 85-3 | SHI       | 47° 19′ 12″ N, 6° 48′ 56″ E | 25   |       | |
| Montferrand Thoraise            | Gare         | 871 : 5,725                               | 1er août 1864      |                             |                                | 235 m    | 87 718 10-6 | MFH       | 47° 11′ 01″ N, 5° 54′ 25″ E | 25   |       | Ou Montferrand |
| Torpes Boussières               | Gare         | 871 : 8,732                               | 1er août 1864      |                             |                                | 230 m    | 87 718 11-4 | TOB       | 47° 09′ 49″ N, 5° 53′ 16″ E | 25   |       | |
| Byans                           | Gare         | 871 : 15,117                              | 1er août 1864      |                             |                                | 276 m    | 87 718 12-2 | BYB       | 47° 07′ 05″ N, 5° 51′ 07″ E | 25   |       | |
| Liesle                          | Gare         | 871 : 22,529                              | 1er août 1864      |                             |                                | 255 m    | 87 718 13-0 | LJL       | 47° 03′ 35″ N, 5° 49′ 17″ E | 25   |       | |
| Besançon Mouillère              | Gare         | 872 : 408,776                             | 4 août 1884        |                             |                                | 249 m    | 87 718 01-5 | BNM       | 47° 14′ 25″ N, 6° 02′ 03″ E | 25   |       | |
| Morre                           | Arrêt        | 872 : 412,820                             | 15 juin 2003       |                             |                                | 346 m    | 87 39130-0  | MOE       | 47° 13′ 33″ N, 6° 04′ 03″ E | 25   |       | « Toutefois, […] quelques améliorations ponctuelles ont été récemment apportées, la dernière en date ayant consisté à créer un point d’arrêt au niveau de la commune de Morre, dans les faubourgs de la métropole bisontine, ouvert le 15 juin dernier. » |
| Saône                           | Gare         | 872 : 416,057                             | 4 août 1884        |                             |                                | 387 m    | 87 718 50-2 | SA        | 47° 12′ 35″ N, 6° 06′ 05″ E | 25   |       | |
| Mamirolle                       | Gare         | 872 : 421,023                             | 4 août 1884        |                             |                                | 467 m    | 87 718 51-0 | MIJ       | 47° 12′ 01″ N, 6° 09′ 45″ E | 25   |       | |
| L'Hôpital-du-Grosbois           | Gare         | 872 : 427,592 873 : 427,592               | 4 août 1884        |                             |                                | 567 m    | 87 718 52-8 | LHO       | 47° 10′ 08″ N, 6° 12′ 47″ E | 25   |       | |
| Étalans                         | Gare         | 872 : 432,314                             | 4 août 1884        |                             |                                | 599 m    | 87 718 53-6 | EAS       | 47° 09′ 23″ N, 6° 16′ 09″ E | 25   |       | |
| Le Valdahon Camp militaire      | Arrêt        | 872 : 435,760                             | 1991               |                             |                                | 626 m    | 87 718 60-1 | VHC       | 47° 09′ 04″ N, 6° 18′ 54″ E | 25   |       | « Des innovations sont intervenues avec la création de deux points d’arrêts, l’un en 1989 à la Mine de Longemaison pour une classe verte avec arrêts occasionnels, l’autre en 1991 au droit du Camp-du-Valdahon occupé par le 30e RD et le 34e groupe- ment de camp, où est intégré le 5e Dragons. » |
| Le Valdahon                     | Gare         | 872 : 437,963                             | 4 août 1884        |                             |                                | 649 m    | 87 718 54-4 | LVN       | 47° 08′ 59″ N, 6° 20′ 31″ E | 25   |       | Valdahon |
| Avoudrey                        | Gare         | 872 : 445,919                             | 4 août 1884        |                             |                                | 719 m    | 87 718 55-1 | AVO       | 47° 07′ 47″ N, 6° 26′ 05″ E | 25   |       | |
| Longemaison                     | Gare         | 872 : 452,348                             | 4 août 1884        |                             |                                | 830 m    | 87 718 56-9 | LJM       | 47° 05′ 12″ N, 6° 27′ 29″ E | 25   |       | |
| La Mine de Longemaison          | Arrêt        | 872 : 455,238                             | 1989               |                             |                                | 896 m    | 87 715 71-4 | KON       | 47° 05′ 14″ N, 6° 29′ 11″ E | 25   |       | « Des innovations sont intervenues avec la création de deux points d’arrêts, l’un en 1989 à la Mine de Longemaison pour une classe verte avec arrêts occasionnels, l’autre en 1991 au droit du Camp-du-Valdahon occupé par le 30e RD et le 34e groupe- ment de camp, où est intégré le 5e Dragons. » |
| Gilley                          | Gare         | 872 : 460,263 874 : 23,3                  | 4 août 1884        |                             |                                | 865 m    | 87 718 57-7 | GIL       | 47° 03′ 01″ N, 6° 29′ 33″ E | 25   |       | |
| Rémonot                         | Arrêt        | 872 : 463,681                             | 1er janvier 1938   |                             |                                | 789 m    | 87 718 58-5 |           | 47° 02′ 06″ N, 6° 31′ 03″ E | 25   |       | « Paris, le 27 décembre 1937. […] J'ai l'honneur de vous faire connaître que l'ouverture à l'exploitation du « Point d'arrêt » de Rémonot ayant reçu l'approbation de M. le Ministre des Travaux Publics, nous nous proposons de fixer au 1er janvier prochain, la mise en service de cet établissement. » |
| Grand'Combe-Châteleu            | Halte        | 872 : 469,039                             | 4 août 1884        |                             |                                | 757 m    | 87 718 59-3 | GCL       | 47° 02′ 19″ N, 6° 34′ 34″ E | 25   |       | Grand'Combe de Morteau |
| Morteau                         | Gare         | 872 : 471,964                             | 4 août 1884        |                             |                                | 756 m    | 87 718 61-9 | MTO       | 47° 03′ 13″ N, 6° 36′ 17″ E | 25   |       | |
| Villers-le-Lac                  | Gare         | 872 : 478,480                             | 4 août 1884        |                             |                                | 835 m    | 87 718 64-3 | VIK       | 47° 03′ 25″ N, 6° 40′ 50″ E | 25   |       | |
| Trépot                          | Halte        | 873 : 431,5                               | 15 janvier 1895    |                             |                                | 514 m    |             |           | 47° 09′ 21″ N, 6° 10′ 34″ E | 25   |       | |
| Maizières Notre-Dame-du-Chêne   | Halte        | 873 : 439,1                               | 16 mai 1885        |                             |                                | 345 m    |             |           | 47° 06′ 43″ N, 6° 07′ 04″ E | 25   |       | |
| Ornans                          | Gare         | 873 : 441,5                               | 16 mai 1885        |                             |                                | 341 m    | 87 718 68-4 | ORN       | 47° 06′ 28″ N, 6° 08′ 25″ E | 25   |       | |
| Montgesoye                      | Gare         | 873 : 446,5                               | 16 mai 1885        |                             |                                | 342 m    |             |           | 47° 04′ 46″ N, 6° 11′ 11″ E | 25   |       | |
| Vuillafans                      | Gare         | 873 : 449,3                               | 16 mai 1885        |                             |                                | 351 m    |             |           | 47° 03′ 51″ N, 6° 12′ 43″ E | 25   |       | |
| Lods                            | Gare         | 873 : 452,5                               | 16 mai 1885        |                             |                                | 361 m    |             |           | 47° 02′ 45″ N, 6° 14′ 21″ E | 25   |       | |
| Pontarlier                      | Gare         | 874 : 0,000 875 : 453,556 876 : 453,556   | 15 novembre 1862   |                             |                                | 837 m    | 87 715 00-3 | PTL       | 46° 54′ 01″ N, 6° 21′ 12″ E | 25   |       | Ouverture de la section entre Les Verrières et Pontarlier le 25 juillet 1860 |
| Pontarlier Saint-Pierre         | Arrêt        | 874 : 1,8                                 | 1er septembre 1933 |                             |                                | 836 m    |             |           | 46° 54′ 28″ N, 6° 20′ 35″ E | 25   |       | |
| Doubs                           | Halte        | 874 : 4,0                                 | 10 septembre 1888  |                             |                                | 816 m    |             |           | 46° 55′ 34″ N, 6° 21′ 13″ E | 25   |       | |
| Arçon                           | Gare         | 874 : 7,6                                 | 10 septembre 1888  |                             |                                | 809 m    | 87 715 60-7 |           | 46° 56′ 59″ N, 6° 23′ 10″ E | 25   |       | |
| Maisons-du-Bois                 | Gare         | 874 : 11,1                                | 10 septembre 1888  |                             |                                | 802 m    | 87 715 61-5 | MDU       | 46° 58′ 00″ N, 6° 25′ 27″ E | 25   |       | |
| Montbenoît                      | Gare         | 874 : 15,9                                | 10 septembre 1888  |                             |                                | 832 m    | 87 715 62-3 | NBE       | 46° 59′ 41″ N, 6° 27′ 49″ E | 25   |       | |
| La Longeville                   | Arrêt        | 874 :                                     | 15 décembre 1926   |                             |                                | 857 m    |             |           | 47° 00′ 13″ N, 6° 28′ 03″ E | 25   |       | |
| La Rivière                      | Gare         | 875 : 441,731                             | 15 novembre 1862   |                             |                                | 831 m    | 87 715 14-4 | RIW       | 46° 52′ 13″ N, 6° 12′ 48″ E | 25   |       | |
| Sainte-Colombe (Doubs)          | Halte        | 875 : 446,173                             | 1894 ou 1895       |                             |                                | 829 m    | 87 715 15-1 | XCB       | 46° 52′ 45″ N, 6° 15′ 58″ E | 25   |       | Entre 1894 et 1895 |
| Les Granges-Narboz              |              | 875 : 450,195                             | Après 1911         |                             |                                | 829 m    | 87 715 16-9 | GNZ       | 46° 53′ 06″ N, 6° 18′ 11″ E | 25   |       | Après 1911 |
| Les Verrières-de-Joux           | Halte        | 875 : 464,497                             | 15 novembre 1862   |                             |                                | 910 m    |             |           | 46° 53′ 41″ N, 6° 26′ 57″ E | 25   |       | « Sur l'embranchement de Dole à Neuchâtel, il a été exécuté […] l'établissement d'une nouvelle gare aux Verrières, à la limite du territoire français. » |
| Le Frambourg La Cluse-et-Mijoux | Gare         | 876 : 457,886                             | 1er juillet 1875   | 19 avril 1939               |                                | 861 m    |             |           | 46° 52′ 05″ N, 6° 22′ 21″ E | 25   |       | Différents noms successifs : Le Frambourg, Mijoux, La Cluse... |
| Fontaine-Ronde                  | Arrêt        | 876 : 463,5                               | 1906               | Années 1920                 |                                | 958 m    |             |           | 46° 49′ 16″ N, 6° 22′ 10″ E | 25   |       | « […] ne rencontrant qu'un arrêt de service intermédiaire établi à Fontaine-Ronde vers 1906 et supprimé dès le début des années 1920 […] ». Arrêt repris par le chemin de fer tourisque Coni'fer en 1993. |
| Les Hôpitaux-Neufs Jougne       | Gare         | 876 : 470,014                             | 1er juillet 1875   | 19 avril 1939               | 3 novembre 1969                | 991 m    | 87 715 51-6 | HOX       | 46° 46′ 33″ N, 6° 22′ 14″ E | 25   |       | |